# Loricariinae
Sous-famille
Les Loricariinae sont une sous-famille de poissons-chats de la famille des Loricariidae et de l'ordre des Siluriformes.

## Taxinomie
La sous-famille des Loricariinae a été décrite pour la première fois en 1831. Plus tard, en 1979, de nombreux genres ont été décrits et la sous-famille Loricariinae a été divisée en quatre tribus : Loricariini, Harttiini, Farlowellini, Acestridiini. Finalement, les genres de Acestridiini ont été inclus à Hypoptopomatinae et les genres de Farlowellini ont été reclassés en Hartiini. Cette sous-famille a été jugée monophylétique. Des articles récents affirment qu'il y a 30 ou 31 genres, le statut de Cteniloricaria est douteux, bien que reconnu comme un synonyme de Harttia par certains, cette conclusion a été prise sans le diagnostic du type d'espèces de Cteniloricaria.

## Apparence et anatomie
Les Loricariinae sont caractérisés par un corps couvert par des plaques osseuses, une paire de barbillons maxillaires et une bouche en ventouse. Les membres de la sous-famille des Loricariinae montrent une plus grande diversité de structures et des formes des lèvres que les autres Loricariidae. Les Loricariinés sont caractérisés par un long pédoncule caudal et déprimé (section rectangulaire) et par l'absence d'une nageoire adipeuse. Ils montrent aussi des variations importantes de la forme du corps, des lèvres et des dents. Le dimorphisme sexuel est souvent marqué et se traduit par l'hypertrophie des odontodes sur les rayons de la nageoire pectorale, la marge sur le museau, et parfois concerne la prédorsale des mâles adultes. Certains genres  montrent aussi des différences sexuelles dans la structure des lèvres et des dents.
Les Harttiini sont caractérisés par des dents nombreuses et pédonculées, une nageoire caudale avec plus de rayons, l'absence de crans postorbitaux et prédorsaux des quilles, une bouche arrondie, des lèvres frangées faiblement ou non et des barbillons maxillaires courts. Les Loricariini sont caractérisés par une plus grande variation dans la forme des lèvres et des dents, la présence fréquente d'encoches postorbitales et prédorsales des quilles, des barbillons maxillaires plus longs, et moins de dents et de branches dans la nageoire caudale.

## Classification
Cette sous-famille est divisée en deux tribus, et environ 30 genres.
Liste d'après Covain et Fisch-Muller (2007), excepté pour Cteniloricaria.
- tribu Loricariini
  - groupe Loricaria
    - genre Brochiloricaria
    - genre Loricaria
    - genre Paraloricaria
    - genre Ricola

  - groupe Loricariichthys
    - genre Furcodontichthys
    - genre Hemiodontichthys
    - genre Limatulichthys
    - genre Loricariichthys
    - genre Pseudoloricaria

  - groupe Pseudohemiodon
    - genre Apistoloricaria
    - genre Crossoloricaria
    - genre Dentectus
    - genre Planiloricaria
    - genre Pyxiloricaria
    - genre Rhadinoloricaria
    - genre Pseudohemiodon
    - genre Reganella

  - groupe Rineloricaria
    - genre Dasyloricaria
    - genre Ixinandria
    - genre Rineloricaria
    - genre Spatuloricaria
- tribu Harttiini
  - genre Aposturisoma
  - genre Cteniloricaria
  - genre Farlowella
  - genre Harttia
  - genre Harttiella
  - genre Lamontichthys
  - genre Metaloricaria
  - genre Pterosturisoma
  - genre Sturisoma
  - genre Sturisomatichthys

Selon ITIS :
- genre Apistoloricaria Isbrücker & Nijssen, 1986
- genre Aposturisoma Isbrücker, Britski, Nijssen & Ortega, 1983
- genre Brochiloricaria Isbrücker & Nijssen in Isbrücker, 1979
- genre Crossoloricaria Isbrücker, 1979
- genre Cteniloricaria Isbrücker & Nijssen in Isbrücker, 1979
- genre Dasyloricaria Isbrücker & Nijssen in Isbrücker, 1979
- genre Dentectus Martín Salazar, Isbrücker & Nijssen, 1982
- genre Farlowella Eigenmann & Eigenmann, 1889
- genre Furcodontichthys Rapp Py-Daniel, 1981
- genre Harttia Steindachner, 1877
- genre Harttiella Boeseman, 1971
- genre Hemiloricaria Bleeker, 1862
- genre Hemiodontichthys Bleeker, 1862
- genre Ixinandria Isbrücker & Nijssen in Isbrücker, 1979
- genre Lamontichthys Miranda Ribeiro, 1939
- genre Limatulichthys Isbrücker & Nijssen in Isbrücker, 1979
- genre Loricaria Linnaeus, 1758
- genre Loricariichthys Bleeker, 1862
- genre Metaloricaria Isbrücker, 1975
- genre Paraloricaria Isbrücker, 1979
- genre Planiloricaria Isbrücker, 1971
- genre Pseudohemiodon Bleeker, 1862
- genre Pseudoloricaria Bleeker, 1862
- genre Pterosturisoma Isbrücker & Nijssen, 1978
- genre Pyxiloricaria Isbrücker & Nijssen, 1984
- genre Reganella Eigenmann, 1905
- genre Rhadinoloricaria Isbrücker & Nijssen, 1974
- genre Ricola Isbrücker & Nijssen, 1978
- genre Rineloricaria Bleeker, 1862
- genre Spatuloricaria Schultz, 1944
- genre Sturisoma Swainson, 1838
- genre Sturisomatichthys Isbrücker & Nijssen in Isbrücker, 1979